# Bisztrica vára
Bisztrica vára (horvátul: Gradina Bistrica) egy középkori várhely Horvátországban, a Krapina-Zagorje megyei Máriabesztercéhez tartozó Podgrađe falu határában.

## Fekvése
A vár csekély maradványai Podgrađe falu határában, a helyiek által Gradinának nevezett Hum nevű magaslaton, annak legészakibb és legmagasabb gerincén található. A vár egykori területe egy erdei ösvényen közelíthető meg, amely Podgrađe középső részéből félkörívben emelkedik a Hum északi és déli lejtőin. Van egy másik erdei ösvény is, amely Podgrađe déli részétől, a falu az utolsó házaitól vezet egészen a gerincig, a gereinc északi része felé, ahol közvetlenül Bistrica maradványai előtt ér ki az erdőből. 

## Története
A Medvednica-hegység egész északi hegyaljához hasonlóan, Máriabeszterce környéke is az Aka nemzetség uradalmának része volt. Ezen belül volt a Bisztrica nevű birtok, amelyet először 1209-ben említettek II. András király oklevelében.  Ennek a birtoknak a központja Bisztrica nemzetségi várában volt, amelyet 1327-ben Ludbregi Miklós birtokaként említenek először. Mivel ő fiúörökös nélkül halt meg, Bisztrica 1358-ban Lajos királyé lett, de csak 1359-ig volt a király birtokában, amikor királyi adományként Csúz Iván horvát-dalmát bánnak adta. Csúz utódai 1452-ig birtokolták Bisztricát, amikor Mátyás király hűtlenség miatt Csúz Györgytől elvette. Még ugyanebben az évben először Miklós erdélyi alvajdának, majd 1481-ben a nemes Bradács családnak ajándékozta. Úgy tűnik, hogy az új tulajdonosok számára Bisztrica vára sem a birtok védelmére, sem az itteni tartózkodásra nem volt megfelelő, mivel az alatta fekvő síkságon, Podgrađe faluban egy régi kúria maradványaiból 1555 és 1557 között új udvarházat építettek, míg Gornja Bistricához tartozó Rofanjevacon egy régebbi kúriát erődítménnyé építettek át. Bisztrica vára 1579-ig volt a Bradács család kezében, amikor házasság révén  a Kasztellánffyak birtokába került, míg rofanjevaci erődített kastély 1580-ban Tomasovics Péter tulajdona lett. A régi vár 1620-ig Kasztellánffy III. János haláláig maradt a Kasztellánffyaké. Mivel ő volt ennek a híres nemesi családnak az utolsó férfi sarja, Bisztrica várát annak ellenére, hogy már 1645-ben elhagyatottként említik, a királyi kamara az erődített kúriákkal együtt átvette és 1654-ben Chernkóczy László (Ladislav Črnkovečki) kezébe adta. Később, 1822 körül a podgrađei kúria helyén, egy ugyanilyen nevű kastély épült, melyet az első világháború után lebontottak.

## A vár mai állapota
A vár helyét építői gondosan megválasztották. Nyugati, északi és keleti oldalán meredek lejtők veszik körül, míg a gerinc többi részétől a déli oldalon védőárok választja el. Az egykor hatalmas, hosszúkás alaprajzú városból (157 x 42 m) ma csak három nagy ovális, lapos tetejű földdomb maradt fenn meredek lejtőkkel, melyek a mély védőárkok kiásásával alakultak ki, amelyek által a hegy eredeti gerincét három helyen elvágták. A várárkok szerény maradványai részben a domb nyugati lejtőjén találhatók. Az egymástól mintegy 25 m-re lévő halmok között is széles védőárkok vannak, amelyek közepén hosszú és keskeny háromszög keresztmetszetű védtöltések találhatók. Magasságuk szerint majdnem fele olyan magasak, mint a halmok. Figyelembe véve a központi rész magasságát és az árkok helyzetét, nem kétséges, hogy fahíd ívelt át rajtuk, melyekkel erőd három részét egyetlen erődítménybe kapcsolták össze. Az északi halom platójának déli végén sekély árok látható, ami egy kisebb védőobjektum létezésére utal. Mivel a vár déli védőárka előtti gerincen két keskeny háromszög keresztmetszetű és egyenlőtlen magasságú földdomb van (az északi valamivel magasabb, mint a déli), feltételezhetjük, hogy a várba egy hosszú fahíd vezetett. Figyelembe véve, hogy a halmokon nem maradtak fenn kőből vagy téglából látható maradványok, feltételezhetjük, hogy a vár fából épült, és hogy északi, középső és déli erődítményekből áll, amelyeket fahidak kötnek össze. A szerény maradványokból nem határozható meg biztonsággal a vár egyes részeinek funkciója, de nagy valószínűséggel feltételezhetjük, hogy az északi halmon a lakóépületek és a reprezentatív létesítmények, középső és déli részén pedig gazdasági és védelmi létesítmények voltak. 